# Obsolescence programmée

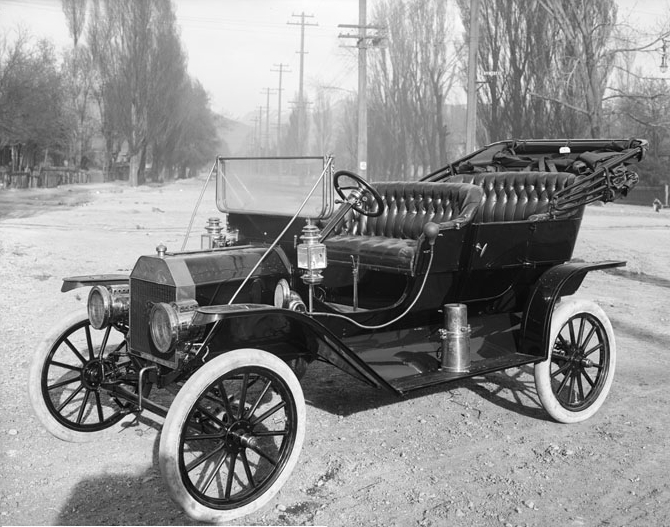
La Ford T, fiable, solide, durable et accessible pour l'Américain moyen, a très peu évolué durant ses 19 ans de production (1908-1927). Elle n'a pas pu faire face à la concurrence de General Motors, qui a tablé sur la production régulière de nouveaux modèles démodant les séries précédentes. C'est un exemple d'obsolescence programmée au moyen du design et de la mode entretenue par la publicité.

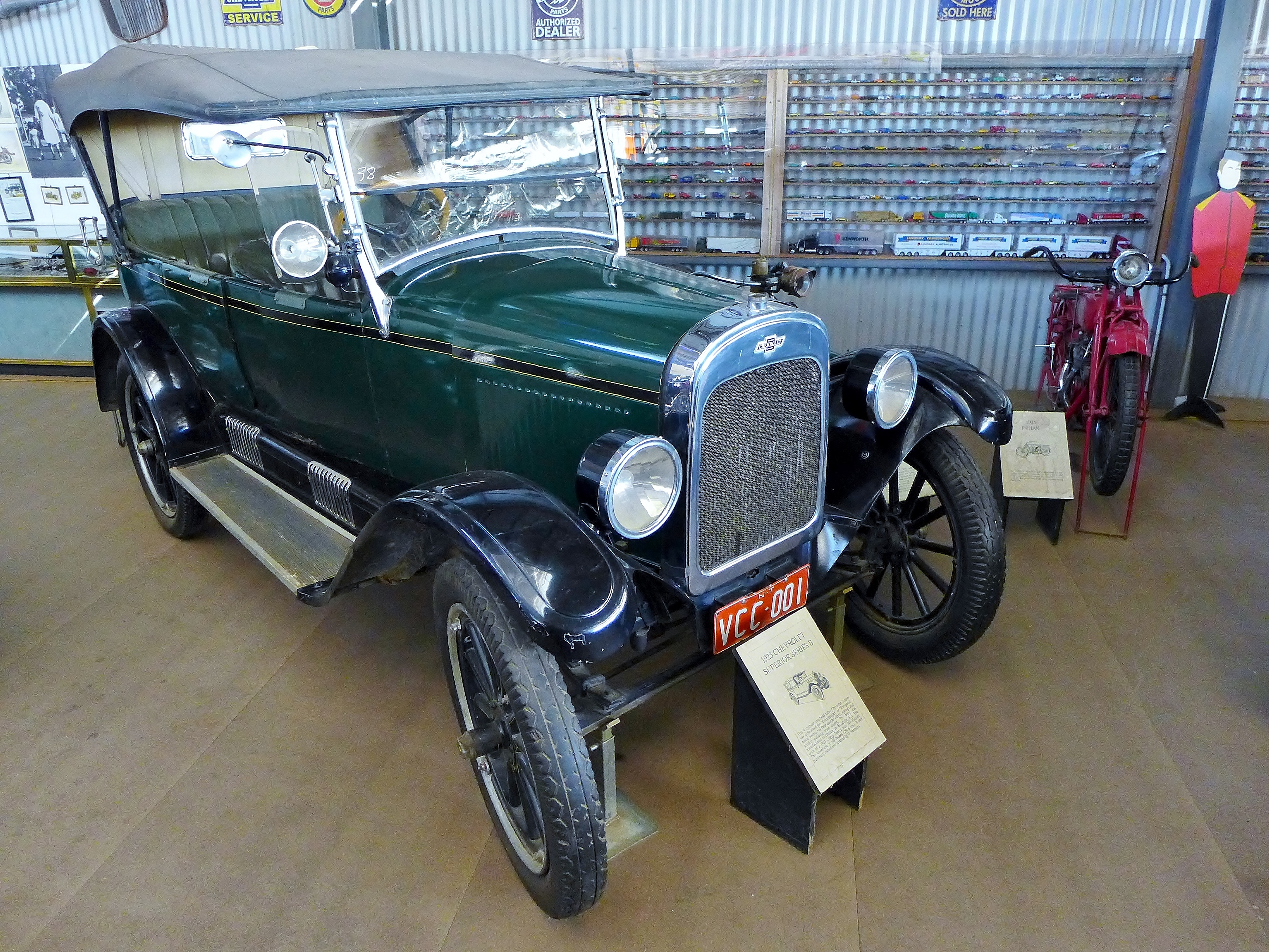
La Chevrolet 1923 est citée comme l'un des premiers exemples de recarrossage annuel dans l'industrie automobile, sa carrosserie redessinée masquant essentiellement une technologie vieille de neuf ans

L'obsolescence programmée est, aux termes de la loi française, « l'ensemble des techniques, y compris logicielles, par lesquelles le responsable de la mise sur le marché d'un produit vise à en réduire délibérément la durée de vie »[Passage à internationaliser]. Il peut s'agir d'un matériel délibérément conçu pour ne pas pouvoir évoluer, par exemple limité arbitrairement en taille de mémoire auxiliaire, ou de produits dont la conception comprend des fragilités délibérées (condensateurs électrolytiques peu durables, pièces de fatigue non renforcées bien que devant encaisser des efforts…). Dans les deux cas, le metteur sur le marché vise à entretenir un marché de renouvellement, par exemple par obsolescence technologique, d'estime ou esthétique.
Face à la prise de conscience du public, certains pays tentent de légiférer pour limiter le recours à l'obsolescence ou au vieillissement programmés. Un exemple récent en est l'interdiction des cartouches d'encre à mémoire par l'Union européenne. En France, une loi est votée en juillet 2015 punissant l'obsolescence programmée, qui devient un délit.

## Position du problème
La non-durabilité planifiée est dénoncée de nos jours, notamment par des mouvements écologistes, ou en faveur de la décroissance, ainsi que par plusieurs organisations de défense du consommateur. Ces accusations sont, selon Daniel Schneidermann, parfois abusives. L'une des premières lois européennes contre la fin de vie programmée, votée en 2002, concernait les cartouches d'imprimante équipées de puces interdisant leur réutilisation après remplissage, le législateur estimant que cette mesure était contraire à l'intérêt général, notamment en matière de pollution.
L'obsolescence programmée résulterait d'une stratégie mise en œuvre par certaines entreprises qui espèrent accroître ainsi leurs bénéfices. Elle comporte toutefois un risque réel pour l'image du constructeur (par exemple, aux États-Unis, les téléviseurs Sony, dans les années 1960, ont acquis une réputation de durabilité qui faisait alors défaut aux téléviseurs RCA, branche dont l'activité a décru au profit du Japonais). Réciproquement, la firme Peugeot a beaucoup communiqué dans les années 1970 sur le fait que par petites améliorations successives, son modèle 404 avait réduit sa consommation moyenne d'un litre aux 100 km. Créer des 404 conçues pour durer beaucoup plus de dix ans n'aurait donc pas nécessairement eu de sens.
Des articles mentionnent par ailleurs qu'une production plus importante induite par la désuétude rapide permet des gains de productivité (économies d'échelle), et que le progrès technique accélère de façon nécessairement incontrôlable l'obsolescence de produits antérieurs. L'effort de modification peut cependant ne pas seulement améliorer le produit, mais aussi déprécier le précédent : si la Renault Supercinq comportait des améliorations de confort réelles, ses feux arrière très agrandis avaient aussi pour effet de faire paraître la Renault 5 « vieillotte »[réf. nécessaire].
|           |
| Renault 5 |

|                   |
| Renault Supercinq |

|                           |
| Renault 5 E-Tech Electric |

L'obsolescence programmée constitue un enjeu écologique. La surconsommation crée un surplus de déchets, indépendamment de l'état de fonctionnement effectif des produits techniques mis au rebut ou de l'état d'usure des objets d'usage. Les circuits de recyclage ou de conditionnement des matières plastiques et des métaux, en particulier, ne prennent pas en charge le stockage des déchets informatiques, malgré l'abondance de matières premières de valeur qu'ils peuvent contenir (fer, aluminium, mais aussi tantale pour les condensateurs et métaux rares, etc.). L'exportation en masse de produits d'occasion en fin de vie, mais aussi de déchets, des pays de grande consommation vers des zones géographiques demandeuses de produits même périmés, ou bien où le stockage est négociable à moindre coût, est d'autant plus problématique et expose classiquement les pays receveurs à des nuisances spécifiques sur les sites de décharge de grande envergure. Le problème est aggravé du fait que cette pollution peut menacer les ressources en eau potable de ces zones, certaines régions étant encore alimentés en eau potable par des puits.
La « culture du jetable », consistant à produire, acheter et jeter, a un impact écologique important sur l'environnement. Elle génère énormément de déchets, pour la plupart difficiles voire impossibles à recycler, et augmente l'extraction de matières premières. Chaque étape de cette chaine — extraction, production, transport, utilisation et enfin recyclage de nos objets programmés — est cause de pollution.
Philippe Frémeaux, d'Alternatives économiques, met comme Daniel Schneidermann en garde contre toute schématisation : l'optimisation des processus de production a bien poussé ces temps derniers à limiter la consommation de matières premières et d'énergie (pas toujours en revanche leurs déchets polluants). Nombre d'automobiles actuelles sont par ailleurs plus fiables et durables que des modèles antérieurs. La durée de vie d'un bien est enfin liée aussi à son coût : si les camions durent plus que les voitures, leur coût est aussi « proportionnellement » plus élevé. Pour cet auteur, « certes, tout ne fonctionne pas toujours comme cela devrait, mais l'idée même d'obsolescence programmée apparaît comme une insulte au travail de quantité d'ingénieurs, techniciens et ouvriers s'efforçant chaque jour d'atteindre le zéro défaut, la qualité totale, tout en offrant le meilleur rapport qualité-prix ».

## Définitions

### Obsolescence et durée de fonctionnement
Il convient de distinguer les significations des termes « obsolescence » et « durée de vie fonctionnelle ». Selon Le Petit Larousse, l'obsolescence désigne la « dépréciation d'un matériel ou d'un équipement avant son usure matérielle ». Ainsi, un produit obsolète fonctionne encore, mais son usage a perdu de son intérêt : par exemple, un moulin à café manuel en parfait état de fonctionnement.
Un produit peut devenir obsolète pour plusieurs raisons : parce que de nouveaux produits sont plus efficaces ou plus rentables, et leur changement bon marché. Selon Philippe Frémaux, pour développer leurs ventes, plusieurs entreprises nous suggèrent de renouveler régulièrement nos achats, même quand nous disposons d'un produit similaire en parfait état de marche. La mode ne se limite de ce fait plus aux vêtements et aux chaussures, mais s'étend désormais à plusieurs produits industriels, du téléphone (ou tablette) mobile aux lavabos en passant par la voiture. Pour cette raison, au moins jusqu'à la crise mondiale de 2008, beaucoup de produits furent remplacés avant d'être usés, la publicité mettant l'accent sur les seuls atouts des nouveaux modèles de téléphone (qualité des capteurs ou du son, connectivité, etc.) ou des dernières chaussures en date), ou encore parce qu'il n'existe plus de pièces de rechange ou que le produit n'est plus compatible avec le nouvel environnement (cas d'un ordinateur) tournant sous un système privateur.

### Évolution de la signification
L'expression anglaise planned obsolescence a été mise en avant en 1932 par un opuscule d'une vingtaine de pages intitulé Ending the depression through planned obsolescence (L’obsolescence planifiée. Pour en finir avec la grande dépression), publié par un riche agent immobilier new-yorkais, Bernard London. On ignore toutefois si London est ou non l'inventeur de cette terminologie, ou si celle-ci circulait déjà dans les milieux d'affaires.
Dans cette brochure, London regrette que les consommateurs aient pris l'habitude, à cause de la crise, d'utiliser un produit jusqu'à ce qu'il soit hors d'usage. Il pense que le gouvernement devrait obliger les consommateurs à rendre un produit avant qu'il soit usé afin de mieux faire fonctionner l'économie.
Dans les années 1950, le designer Brooks Stevens popularise la notion en la modifiant : il propose un modèle selon lequel une entreprise augmentera ses profits en provoquant volontairement l'obsolescence d'un produit, non pas en fabriquant un produit de mauvaise qualité, mais en faisant en sorte qu'il soit passé de mode rapidement. Ici, c'est l'entreprise qui stimule l'obsolescence. On voit que chez ces deux auteurs l'obsolescence programmée se distingue d'une limitation de la durée technique de fonctionnement.
Dans les débats actuels, on désigne aussi par ce terme la volonté réelle ou supposée pour une entreprise de réduire la durée de vie en introduisant volontairement des défectuosités, des fragilités, voire un arrêt programmé. Et ceci indépendamment des choix technico-économiques habituels qui consistent à arbitrer entre coût de fabrication, efficacité et durée de fonctionnalité. Cet arbitrage est en effet distincts de l'obsolescence programmée, comme on le voit dans le faux exemple de l'ampoule à incandescence. Un fabricant doit en effet toujours arbitrer entre coût de fabrication, efficacité, rendement et durée de vie,.
Souvent, ce sont les clients qui arbitrent eux-mêmes entre un produit bon marché mais fragile et un produit fiable mais plus cher. Mais lorsqu'un fabricant réduit sciemment, toutes choses égales par ailleurs (coût, efficacité) la durée de vie, cela s'apparente bien à de l'obsolescence programmée, car il s'agit de brider volontairement la durée d'utilisation en agissant sur la robustesse du produit en dehors de toute contrainte technique.

### Définition de l'ADEME
En 2012, l'Agence de l'environnement et de la maîtrise de l'énergie (ADEME) donne sa réponse à cette question dans un rapport sur la durée de vie des équipements électriques et électroniques. Elle donne plusieurs définitions de l'obsolescence et de l'obsolescence programmée :
- Obsolescence : l'ADEME reprend la définition du Larousse donnée plus haut. Elle en distingue deux types :
  - Obsolescence fonctionnelle : « correspond au fait qu’un produit ne réponde plus aux nouveaux usages attendus, pour des raisons techniques (exemple incompatibilité avec de nouveaux équipements), règlementaires et/ou économiques »[22]
  - Obsolescence d'évolution : « correspond au fait qu’un produit ne réponde plus aux envies des utilisateurs qui souhaitent acquérir un nouveau modèle du fait d’une évolution de fonctionnalité ou de design »[22]
- Obsolescence programmée. Elle cite plusieurs définitions avant de donner la sienne :
  - Le sénat belge : « le fait de développer puis de commercialiser un produit en déterminant à l'avance le moment de sa péremption. »[23]
  - The Economist : « l’obsolescence programmée est une stratégie d’entreprise dans laquelle l’obsolescence des produits est programmée depuis leur conception. Cela est fait de telle manière que le consommateur ressent le besoin d’acheter de nouveaux produits et services que les fabricants proposent pour remplacer les anciens »[24]
  - L'ADEME, après débat du comité de pilotage : « la notion d’« obsolescence programmée » dénonce un stratagème par lequel un bien verrait sa durée normative sciemment réduite dès sa conception, limitant ainsi sa durée d’usage pour des raisons de modèle économique »[22]. La durée normative est définie dans le même rapport comme la durée de fonctionnement moyen mesurée dans des conditions normatives de test.

La définition de l'ADEME tranche avec les définitions originelles, avec celle du sénat belge ainsi qu'avec celle de The Economist, ou même avec la définition du mot obsolescence employé seul, puisqu'elle associe exclusivement l'obsolescence programmée à une limitation technique objective, et renvoie l'aspect subjectif (phénomène de mode, goûts) hors du champ de la définition :

« Il a ainsi été décidé, dans le cadre de cette étude, de limiter l’obsolescence programmée à des raisons techniques objectives pour en exclure la dimension subjective liée aux choix de consommation »

En clair, l'obsolescence programmée est pour l'ADEME la limitation technique provoquée sciemment par le fabricant : par exemple en introduisant une fragilité, une limitation technique, l'impossibilité de réparer ou la non compatibilité du produit.

## Historique
Comme relaté dans la section Définitions, l'expression (planned obsolescence en anglais) remonterait à un chapitre rédigé par un agent immobilier américain, Bernard London, en 1932 en pleine crise économique : « Ending the Depression Through Planned Obsolescence » (« Mettre fin à la crise au moyen de l'obsolescence programmée ») dans son ouvrage The New Prosperity. Il y faisait le constat que, sous l'effet de la crise économique, les Américains avaient rompu avec leur habitude de se débarrasser de leurs biens avant qu'ils ne soient usagés et qu'ils s'étaient mis à conserver leur voiture, leurs pneus, leur poste de radio, leurs vêtements plus longtemps que ne l'avaient prévu les statisticiens, allant ainsi à l'encontre de la « loi de l'obsolescence ».
L'expression aurait été popularisée au milieu des années 1950. Elle fait l'objet de débats dans les colonnes de la revue Industrial Design et est popularisée par le designer industriel Brooks Stevens. Comme ses prédécesseurs, il souhaite non pas faire des produits de mauvaise qualité, mais les renouveler tous les ans via la mode. Il produit de nombreux objets (voitures, motos, tondeuses, aspirateurs et autres articles ménagers) dont les modèles sont sans cesse renouvelés. Selon Brooks Stevens, il faut « inculquer à l'acheteur le désir de posséder quelque chose d'un peu plus récent, un peu meilleur et un peu plus tôt que ce qui est nécessaire ». Il crée une société de design, Brooks Stevens Design Associates, et se fait le chantre de cette approche, parcourant l'Amérique pour en faire la promotion au moyen de nombreux enseignements, articles et conférences.
Dans les années 1960, l'expression devient courante. Le constructeur automobile Volkswagen lance même une campagne de publicité sur ce thème,,.
L'expression connaît un regain d'intérêt en France dans les années 2010, probablement à la suite de la diffusion d'un documentaire sur Arte, Prêt à jeter, en 2010. La candidate écologiste Eva Joly, lors de la campagne présidentielle de 2012, propose d'interdire cette pratique.
L'association environnementale Les Amis de la Terre publie avec le Centre national d’information indépendante sur les déchets un rapport sur la question en 2010. Elle souligne dans un nouveau rapport sur les produits high-tech que le problème est palpable en particulier pour ces produits. Une proposition de loi contre l'obsolescence programmée a été élaborée par le groupe Europe Écologie Les Verts et le sujet a été débattu au parlement en 2013 dans le cadre du projet de loi « consommation ».
L'ADEME a publié en juillet 2012 une « Étude sur la durée de vie des équipements électriques et électroniques », dans laquelle elle précise la notion d'obsolescence programmée.
La réalité de cette pratique fait également débat chez les économistes. Serge Latouche la dénonce ainsi dans Bon pour la casse ! Les déraisons de l'obsolescence programmée, tandis que Philippe Frémeaux dans Alternatives économiques, ou Alexandre Delaigue dans Le Figaro, la considèrent comme une « idée » sans véritable réalité pour le premier, ou même comme un « mythe » pour le second.

### Macroéconomie
À l'époque de la Grande Dépression, Bernard London a soutenu qu'il serait bon pour l'économie de rendre l'obsolescence programmée obligatoire, non pas en produisant des produits manufacturés de mauvaise qualité, mais en leur imposant une date limite légale, après laquelle les consommateurs devraient obligatoirement les renvoyer à un organisme ad hoc, de manière à entretenir un flux éternel de produits manufacturés.
La péremption planifiée des produits peut faciliter leur recyclage de masse (qui peut dès lors être planifié de longue date lui aussi), mais pour l'historien et critique social Christopher Lasch, si « la production […] est dirigée par des stratégies marketing reposant sur la technique bien connue de l'obsolescence programmée », c'est simplement parce que « l'idéal de la publicité est un univers de biens jetables, où l'on se débarrasse de choses dès qu'elles ont perdu leur attrait initial. Que quoi que ce soit doit être réparé, rénové ou remplacé est une notion étrangère à l'éthique publicitaire. », en négligeant pour le moment les questions de pollution et surtout de recyclage, y compris planifié.

## Types d'obsolescence programmée

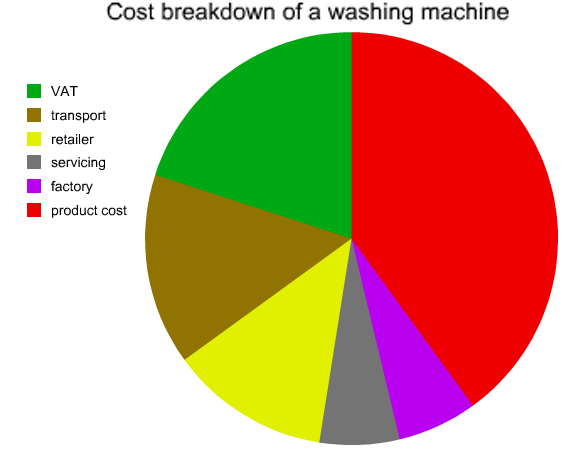
Répartition des coûts de fabrication d'une machine à laver le linge de 200 livres :
- taxe sur la valeur ajoutée : 20 % (40 £)
- stockage, distribution et livraison : 15 % (30 £)
- marge au détail : 12,5 % (25 £)
- entretien et garantie : 6,25 % (12,5 £)
- coûts d'usine : 6,25 % (12,5 £)
- coût réel du produit : 40 % (80 £).

L'obsolescence peut être programmée via divers aspects des produits : technique, notamment par l'ajout d'une fragilité, d'un arrêt programmé, d'une impossibilité de réparer ou de mettre à jour, ou psychologique, par la dévalorisation de l'image du produit auprès du consommateur,. L'ajout volontaire de défauts de conception au produit vendu est quant à elle souvent illégale, il s'agit alors à proprement parler de défectuosité).

### Défauts fonctionnels
Lorsqu'une pièce ne fonctionne plus, l'ensemble du produit devient inutilisable. À ce moment-là, si le prix d'un appareil neuf est inférieur à celui de la réparation et de l'amortissement de l'appareil ancien, alors le neuf revient moins cher.
Le coût de réparation est constitué du prix de la pièce de rechange, du coût de la main-d'œuvre locale, des frais de transport et de logistique. Le fabricant peut influencer le coût de la main-d'œuvre en concevant des objets plus ou moins faciles à réparer. Néanmoins, les contraintes de production, d'ergonomie et de fiabilité du produit fini peuvent également conduire à compliquer les réparations. C'est le cas par exemple de produit non démontable et de pièces scellées : circuit imprimé de téléviseur, pièces scellées de matériel électroménager, etc..

### Péremption planifiée

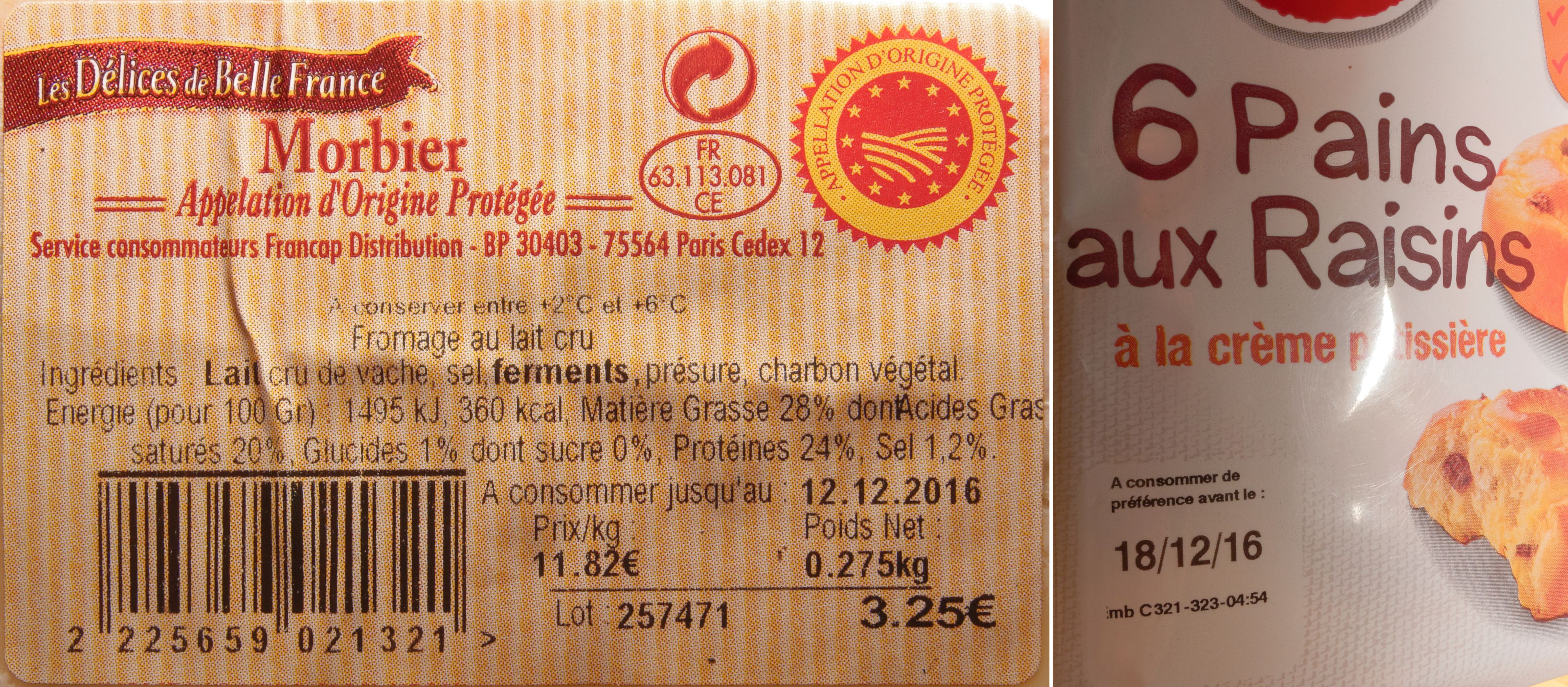
À gauche : fromage avec date limite de consommation (DLC) mentionnée : « À consommer jusqu'au ».
À droite : paquet de pain avec date de durabilité minimale (DDM) mentionnée : « À consommer de préférence avant ».

Certains produits possèdent une date limite de consommation (DLC) à partir de laquelle ils sont annoncés comme « périmés ». Cela s'applique principalement aux aliments et aux boissons, qui ont une DLC ou une date de durabilité minimale (DDM, ex-date limite d'utilisation optimale ou DLUO), ainsi qu'aux produits cosmétiques, pharmaceutiques et chimiques. Dans plusieurs cas, les produits restent utilisables après cette date. Par exemple, un aliment ayant une DDM risque de voir ses propriétés organoleptiques diminuées au-delà de la date indiquée, tout en restant consommable sans risque pour la santé. Une DLC est en revanche plus stricte, car elle indique un risque pour la santé du consommateur s'il utilise le produit au-delà.
L'ignorance de la différence entre DDM et DLC peut entraîner le consommateur à des mises à la poubelle prématurées ou à des prises de risques inconsidérées. Cependant, les distributeurs sont alors conduits à solder à leurs frais les produits approchant de cette date[réf. nécessaire], ce qui peut les inciter à changer de fournisseur.
Une forme courante de péremption planifiée concerne les logiciels dont l'éditeur annonce la fin du support à une certaine date, contraignant les utilisateurs à acheter une version supérieure dont ils n'ont pas forcément besoin et qui si elle n'est pas compatible avec le matériel de l'utilisateur entraîne alors obsolescence de celui-ci. Après la fin du support, le logiciel est toujours utilisable, comme c'est le cas pour Windows XP, mais devient vulnérable aux virus informatiques. Pour les entreprises, il est possible de payer plus cher pour une prolongation de l'assistance informatique.

### Péremption indirecte

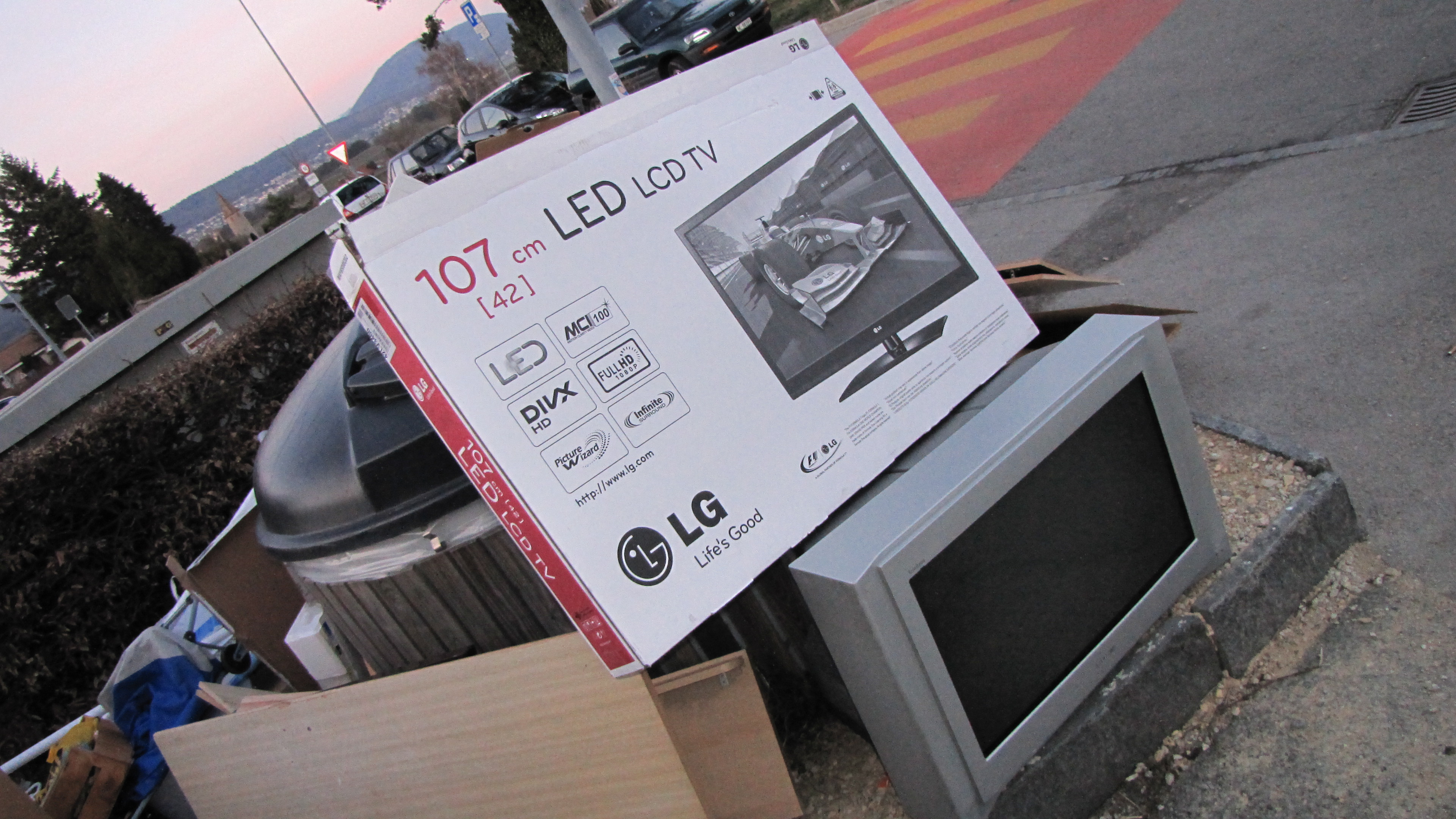
Télévision à tube cathodique mise au rebut avec le carton de la télévision à écran à cristaux liquides (LCD) qui l'a remplacée.

Certains produits deviennent obsolètes alors qu'ils sont totalement fonctionnels par indisponibilité des produits consommables associés sur le marché. C'est le type d'obsolescence programmée le plus courant en ce qui concerne les téléphones mobiles : un téléphone en parfait état devient inutilisable lorsque sa batterie ou son chargeur ne sont plus proposés sur le marché, ou à des prix rédhibitoires. Certains fabricants vont jusqu'à souder la batterie des appareils électroniques pour pousser au renouvellement de l'équipement quand la batterie ne fonctionne plus. De la même façon, certaines imprimantes deviennent de facto obsolètes lorsque le fabricant cesse de produire les cartouches d'encre propres à ces modèles. On peut également citer l'exemple d'un moteur de voiture rendu inutilisable du simple fait qu'il est impossible de trouver des pièces de rechange[réf. nécessaire]. Autre exemple, les traceurs à plumes, dont la plupart fonctionnent encore parfaitement, mais dont les outils de traçage ne sont plus fabriqués[réf. nécessaire].
L'arrêt de la production de pièces détachées est un levier puissant à la disposition des industriels. Le choix d'abandonner la production ou la commercialisation des produits annexes (cartouches, pièces détachées, batteries, etc.) complique la tâche de maintenance et de réparation, jusqu'à la rendre impossible.
Cette pratique ne se limite pas aux produits consommables et aux pièces dérivées. Le même mécanisme d'obsolescence indirecte est possible également pour l'industrie des services et des logiciels. Par exemple, en juillet 2006, Microsoft abandonne le service d'après-vente et de maintenance corrective pour les logiciels Windows 98 et Millenium. Cette décision implique que, depuis cette date, les bogues et les failles de sécurité ne sont plus corrigés par Microsoft. Effet secondaire : les consommateurs se débarrassent progressivement de leur matériel devenu incapable de faire tourner les versions récentes de Windows (quantité de mémoire vive insuffisante, indisponibilité des pilotes pour les anciens matériels, etc.).
La communication incomplète des spécifications, mais aussi les brevets (où le procédé est communiqué, mais en contrepartie protégé pour vingt ans), empêchent des tiers de satisfaire la même demande.

### Système de financement
Certains modèles de crédit-bail (leasing) automobile ont été modifiés pour accélérer la vitesse de renouvellement des voitures en pénalisant la durée de possession. Ainsi, plus l'objet est gardé longtemps, plus il devient cher, ce qui pousse à consommer davantage en changeant régulièrement.

## Exemples

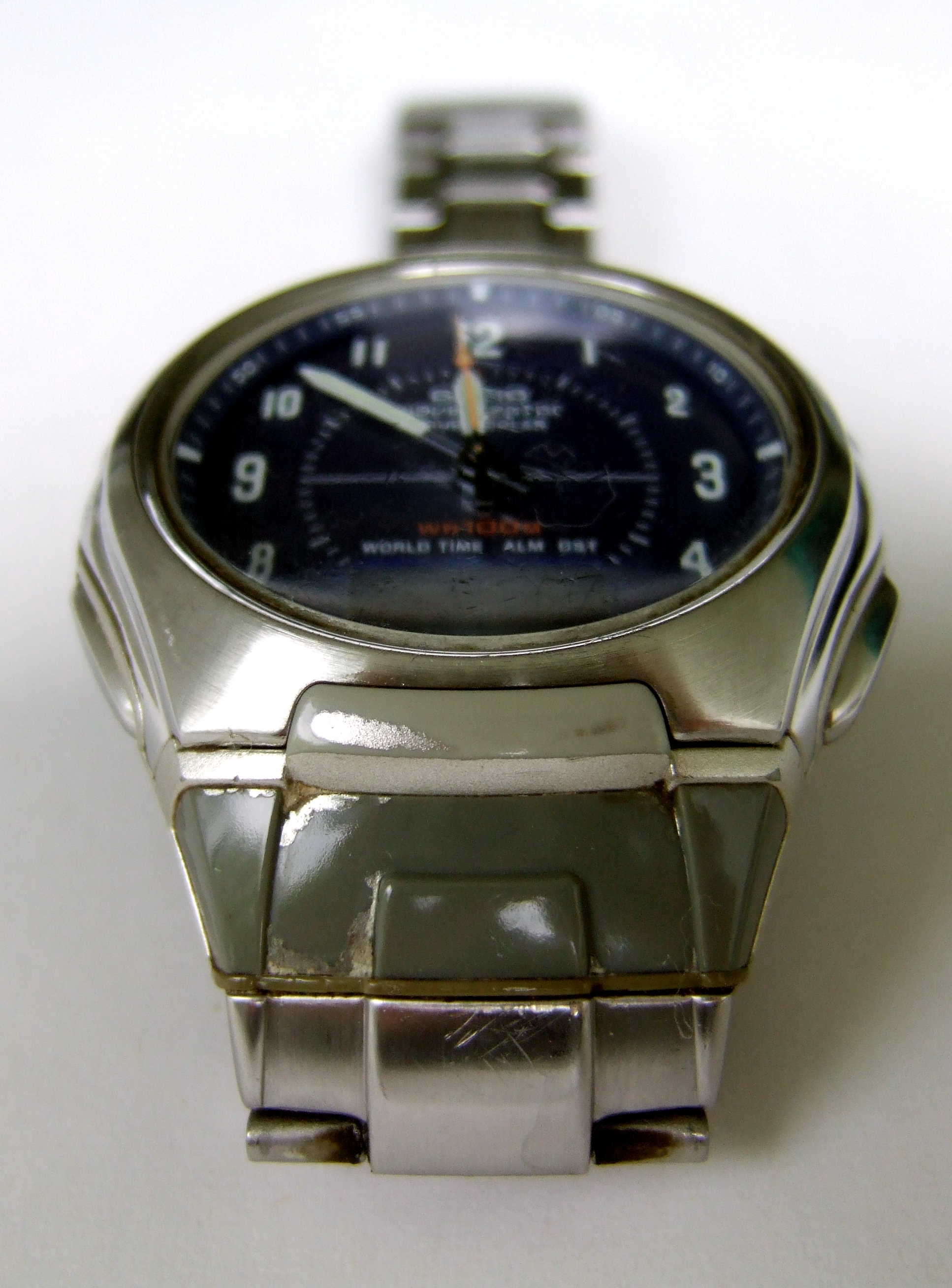
État de l'abrasion de la couleur argentée de la patte en plastique d'un bracelet en acier inoxydable d'une montre, dans la troisième année de son d'utilisation normale.

Quelques exemples sont cités par Cosima Dannoritzer (de) dans son documentaire Prêt à jeter de 2010.

### Biens de grande consommation
Certains biens de grande consommation sont devenus symboliques du recours au jetable.

#### Ampoule électrique à incandescence

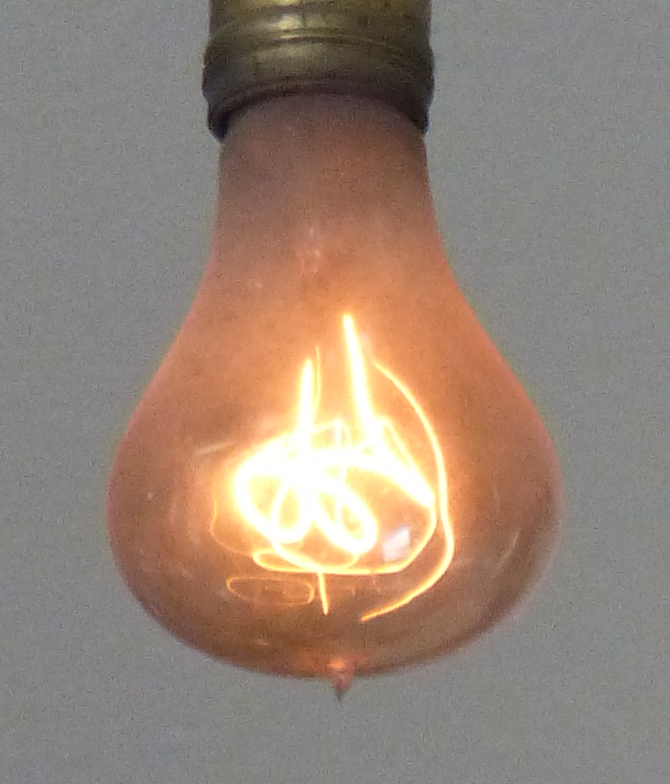
Ampoule centenaire encore en état de fonctionnement.

Le cartel Phœbus, actif dans les années 1920 et 1930, visait à contrôler la production et la vente d'ampoules électriques, dans le but de s'entendre sur les prix. Il a défini la durée de vie de la lampe à incandescence standardisée à 1 000 heures, dans le monde entier. Le documentaire en fait un argument majeur et affirme que des technologies 10 fois plus durables à performances égales (éclairage, consommation, prix) ont été refusées par les fabricants. Le reportage présente également une ampoule de 1901, qui brille sans interruption depuis plus d'un siècle.
La validité de cet exemple est contestable car l'augmentation de la durée de vie se fait au détriment de la consommation. L'optimum entre durée de vie et consommation pour une ampoule à incandescence était dans les années 1970 de 1000 heures selon un calcul faisant intervenir alors coût de fabrication, durée de vie, luminosité et consommation. Il est facile de prolonger cette durée avec n'importe quel variateur du commerce (qui sous-volte plus ou moins l'ampoule) au détriment du rendement lumineux. L'ampoule centenaire, d'une consommation de 60 W, éclaire ainsi très faiblement, comme une veilleuse de seulement quatre watts.
Les services d'achats comme celui d'EDF testent en permanence, pour les fournitures internes de leurs sociétés, durées et performances des ampoules électriques avec des cycles allumage/extinction standards, et tout constructeur ne présentant pas un produit compétitif est retiré de la liste des fournisseurs agréés.
D'autres techniques que le sous-voltage existent pour augmenter la durée de vie d'une lampe à incandescence et ont été commercialisées : filament à double spirale, bulbe rempli de gaz rare (xénon, argon, krypton) ou, au contraire, d'halogène. Un compromis est fait à chaque fois entre consommation et durée de vie, ce qui est très visible sur les ampoules survoltées dites flood. Dans les années 1950, la commission de la concurrence britannique a certes condamné le cartel Phœbus pour entente sur les prix, mais a reconnu que le standard des 1 000 heures représentait un bon compromis, au bénéfice des consommateurs. Pour installer durablement ce standard le cartel Phœbus faisait payer des amendes aux fabricants de lampes à incandescence pour une durée de vie supérieure à 1500 heures et pour une durée inférieure à 800 heures sauf si le fabricant pouvait donner une justification économique à la durée de vie plus courte.

#### Bas nylon
Selon le documentaire Prêt à jeter, le bas-nylon, mis sur le marché par DuPont dans les années 1940, était si résistant que les ventes s'effondrèrent, faute de besoin de renouvellement. En modifiant la formulation (notamment en réduisant le dosage de certains additifs destinés à protéger le polymère des rayons UV), les bas se remirent à filer. Ce thème d'obsolescence industrielle est évoqué dans le film L'Homme au complet blanc. Cependant, aucune preuve ne vient appuyer ce changement de formulation, alors que les bas se vendant le mieux étaient, pour des raisons esthétiques, ceux avec des mailles plus fines, donc plus fragiles. Ainsi des collants avec une densité de fils de 10 deniers sont transparents, mais bien plus fragiles que ceux avec une densité de 80 deniers, qui sont, eux, opaques. Les bas ou collants les moins chers sont souvent ceux de moins bonne qualité, et certains modèles sont testés avec succès par UFC Que Choisir : un accroc ne fait pas filer tout le collant. Par ailleurs, des marques haut de gamme proposent des modèles qui durent jusqu'à deux ans, avec un prix entre vingt et quarante euros, alors que le prix moyen de vente des collants est de 4,46 € en 2017.

### Automobile
Pour concurrencer Henry Ford et sa Ford T volontairement vendue comme modèle unique, à portée du consommateur moyen, fiable, facile à réparer et très robuste, Alfred P. Sloan a inventé pour General Motors une Chevrolet conçue avec un châssis et un moteur uniques, mais selon le concept du changement de gamme à raison de trois nouveaux modèles de carrosserie, formes, couleurs et accessoires par an. En démodant rapidement les produits par la publicité, il pousse l'automobiliste à abandonner son véhicule « désuet » au profit d'un modèle plus à la mode. C'est ainsi que General Motors a conduit Ford à changer de stratégie pour se lancer également dans la course aux nouveaux modèles. Il semble qu'il s'agisse là du début du modèle d'« obsolescence programmée par l'esthétique et le design ».
Réciproquement, Peugeot a jadis capitalisé pour sa publicité Call Me Undestructible dans Scientific American, toujours sur la 404, sur le fait que le plus ancien véhicule automobile toujours en état de marche aux États-Unis était une Peugeot de 1898. La firme ne réussit pas pour autant à prendre durablement pied aux États-Unis.
Alors que le secteur automobile doit faire face à une transition énergétique accélérée par l'interdiction de vente en Union européenne de voitures thermiques neuves en 2035, il n'existe pas de norme pour encadrer la durée de vie et la disponibilité des batteries de voitures électriques, ni sur la durée de suivi des mises à jour de logiciels. En avril 2024, un rapport de l'association Halte à l'obsolescence programmée (HOP) alerte sur l'obsolescence accélérée des voitures électriques

### Électroménager

#### Lave-linge
Selon un rapport de l'association Halte à l'obsolescence programmée et Murfy, une entreprise spécialisée dans la réparation des électroménagers, la durée de vie des lave-linge a diminué de 30 % en huit ans. En 2010, les lave-linges, toutes marques confondues, fonctionnaient en moyenne dix ans ; en 2018, leur durée de vie moyenne n’était plus que de sept ans. En outre, le rapport établit que les pièces de rechange qui permettraient de réparer ces appareils sont rendues inaccessibles et très chères par les fabricants. C'est le cas notamment pour les pièces les plus sensibles à l’usure, qui nécessitent d’être fréquemment changées, comme la carte électronique des appareils.

### Informatique et télécommunication

#### Imprimantes
Certaines imprimantes sont équipées d'une puce compteur bloquant l'impression au-delà d'un nombre déterminé de feuilles. Ces données figurent bien souvent dans le cahier des charges de l'imprimante. Certaines cartouches d'encre sont également équipées d'une puce comptant le nombre d'impressions, indiquant alors un faux niveau d'encre dans le logiciel d'impression, qui amène à jeter des cartouches contenant encore de l'encre. Leur commercialisation est depuis 2006 interdite dans l'Union européenne.
Visée par des critiques, l'entreprise Epson explique qu'un volume d'encre minimal, 1,64 mL en moyenne, reste au fond de la cartouche, afin d'éviter que de l'air ne pénètre dans les têtes d'impressions et cause des dégâts. Par ailleurs, la marque précise qu'elle vend des imprimantes dans des pays aux climats différents, où le tampon d'impression a une durée de vie qui change radicalement, et a ainsi prévu son tampon pour les climats les plus humides. Il est possible de faire changer son tampon gratuitement, même en dehors de la période de garantie, selon la marque.

#### Ordinateurs
Le marché des microprocesseurs pour les ordinateurs personnels est fortement soumis à l'obsolescence. Elle est le résultat d'une augmentation exponentielle des performances (plus exactement du nombre de transistors par microprocesseur), suivant la loi de Moore.
La vérification surprenante dans les faits de la loi (conjecture) de Moore sur une longue période peut avoir plusieurs explications :
- un rythme de progression régulier conséquence de cycles de recherche et développement puis validation des nouveaux processus de microgravure selon des calendriers à peu près identiques dans le temps et pour tous les constructeurs ;
- une stratégie délibérée de rythme de progression planifié des performances pour les produits commercialisés à destination du grand public. Il y aurait un intérêt économique au contrôle de la demande par répartition distillée de l'offre. En maîtrisant dans le temps la diffusion des progrès technologiques, il est possible que les géants des semi-conducteurs définissent eux-mêmes un modèle stable de consommation et s'assurent ainsi d'une correspondance entre leurs efforts d'innovation et les désirs de renouvellements de leur clientèle. L'autolimitation de l'offre obligerait ainsi les consommateurs à mettre à jour régulièrement leur matériel. Pour être effective, il faut néanmoins qu'une telle autolimitation de l'offre puisse s'appuyer sur une cartellisation forte du marché et brider la mise sur le marché de l'innovation, ceci afin d'assurer à l'ensemble du secteur concerné une rente ou un simple retour sur investissement, étant donné les coûts colossaux de la recherche et de la construction / mise à niveau des usines nécessaires. La cartellisation du secteur est encore loin le no 1 Intel ne représentant que 16 % du marché[60].

Il faut toutefois observer que cette progressivité de toute montée d'échelle est observée dans tous les domaines industriels, en particulier les alternateurs de centrales électriques, afin justement de maîtriser les nouveaux problèmes associés aux changements de taille ou de puissance. La progression se fait délibérément en suivant des séries Renard, ce qui explique des choix de tension qui pourraient sembler étranges (63 kV).
Les constructeurs bénéficient de la prudence des éditeurs de logiciels. Ceux-ci mettent parfois en place des mécanismes bloquant l'installation de leurs logiciels sur des ordinateurs de faible puissance. Cette disposition évite d'associer une image de lenteur aux nouveaux logiciels en général plus gourmands en ressources. Des ordinateurs parfaitement fonctionnels sont donc rendus obsolètes par le fait que les nouvelles versions demandent des performances trop élevées. On observe cependant exactement le même phénomène de demande accrue de puissance dans le logiciel libre (sans blocage toutefois, mais avec des performances rendant néanmoins le matériel inutilisable en pratique). Cela a par exemple été le cas avec KDE sous Linux.
Le design des ordinateurs portables, toujours plus fins et légers, tend à compliquer la possibilité de réparer ou mettre à jour ces ordinateurs une fois dépassés. Par exemple, depuis la génération Retina, Apple soude la mémoire vive à la carte mère de l'ordinateur, rendant impossible sa mise à jour. De la même manière, est utilisé un format non standard de disques durs sur les ordinateurs de cette génération et les récents MacBook Air,,.

#### Téléphones mobiles

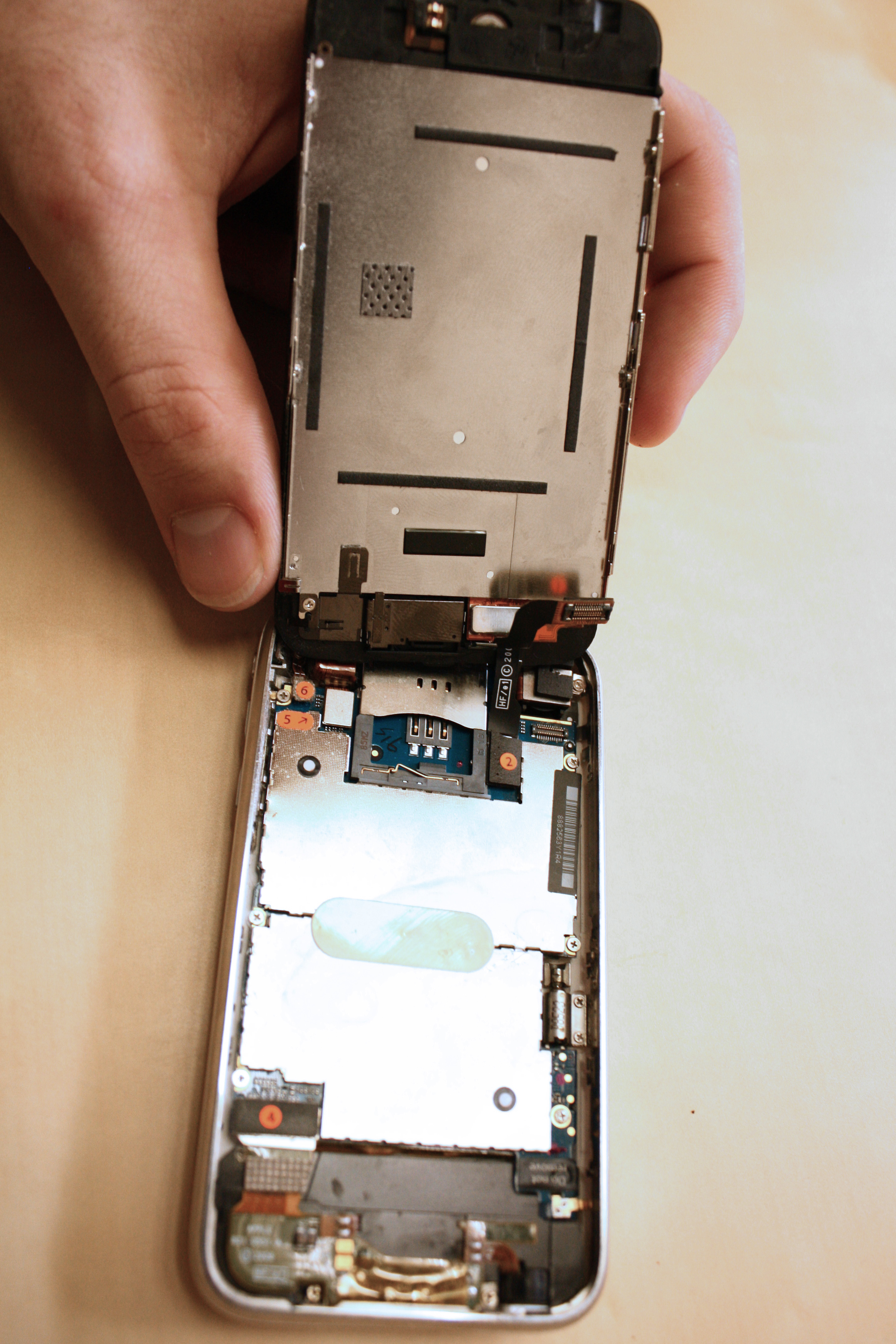
Une des plaintes récurrentes concernant les appareils d'Apple, tels que l'iPhone et l'iPad, est qu'ils sont notoirement difficiles à réparer.

En septembre 2012, la compagnie Apple annonce la sortie du nouvel iPhone qui comporte un nouveau connecteur de format différent de tous les autres iPod et iPhone précédemment produits par la compagnie. Ainsi, cette décision impose aux utilisateurs possédant des accessoires d'iPod ou d'iPhone de changer ces accessoires ou d'acheter des adaptateurs pour chacun des appareils. Les Amis de la Terre - France commentent la sortie de l'iPhone en parlant d'un exemple d'obsolescence programmée. L'organisation affirme aussi que l'objet même est tellement souvent renouvelé qu'il cause un gaspillage de ressources.
Par ailleurs, dès qu'une mise à jour du logiciel iOS est disponible, les utilisateurs sont incités à l'installer par des rappels répétés, une fois la mise à jour chargée sur l'appareil, avec une pastille sur l'icône des réglages. Le confort d'utilisation d'un téléphone ancien se dégrade en raison de la lenteur du nouveau système ou de la fréquence des rappels. Cela conduit les utilisateurs à renouveler leur appareil au bout d'environ trois ans, alors que celui-ci pourrait techniquement répondre plus longtemps aux besoins d'une partie d'entre eux.
Dès 2014, Sendhil Mullainathan, professeur d'économie à l'université Harvard, publie une tribune dans le New York Times où il note une forte corrélation entre les dates de sorties des nouveaux iPhone et les tendances de recherche des mots-clés « iphone slow » dans Google.
Ce mode de gestion, combiné à un communiqué de l'entreprise en avril 2016 sur la durée de vie de ses appareils, conduit certains utilisateurs à conclure à une intention délibérée de limiter cette durée,.
En octobre 2018, l'Italie condamne Apple à 10 millions d'euros d'amende et Samsung à 5 millions pour obsolescence programmée.

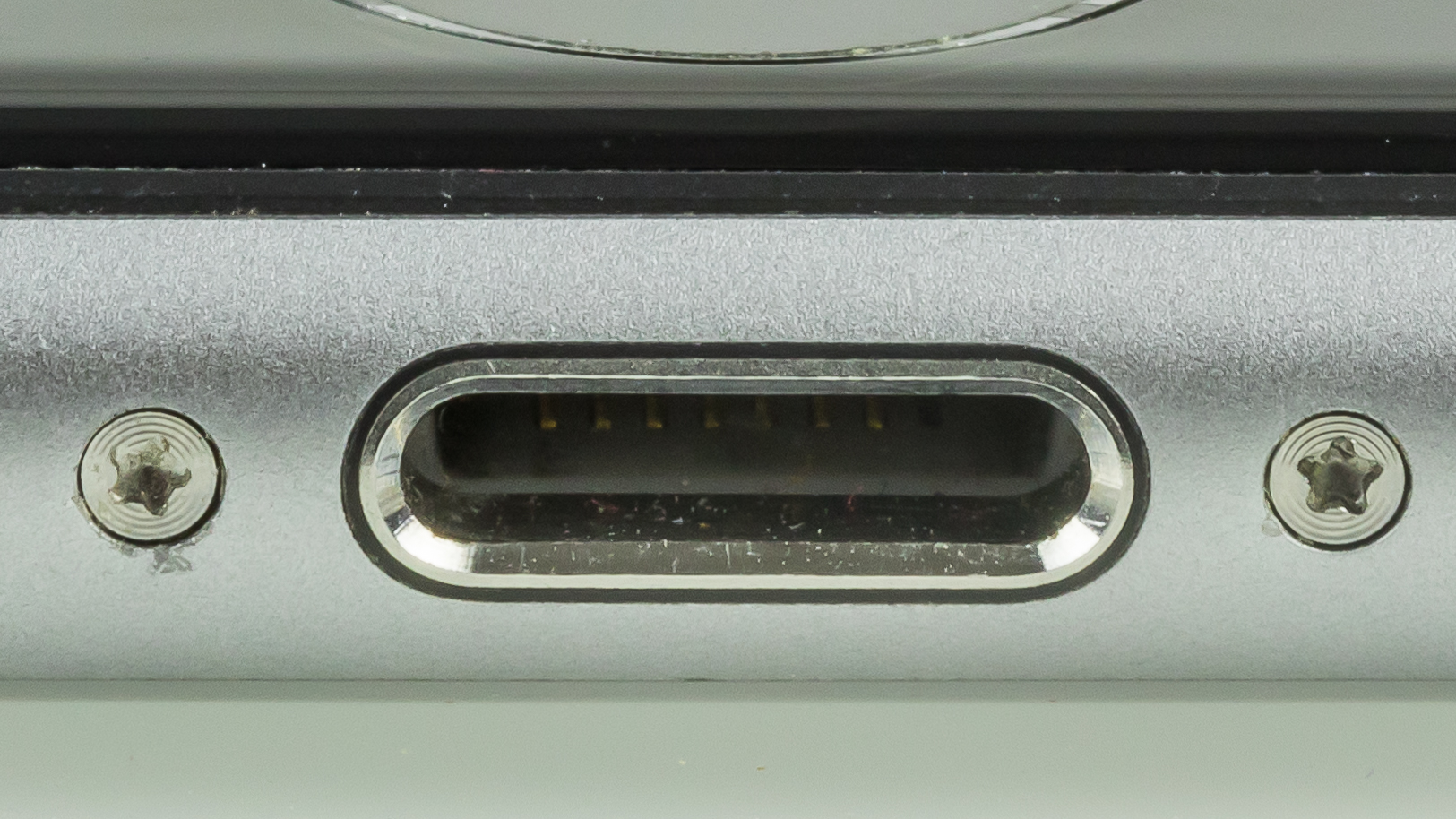
Vis pentalobes (en) utilisées dans un iPhone 6s. Les critiques ont fait valoir que l'utilisation par Apple de telles vis dans leurs nouveaux appareils constituait une tentative d'empêcher les consommateurs de les réparer eux-mêmes[75].

### Photographie
La revue Chasseur d'images mentionne en 2013 que « la plupart des litiges tournent autour de l'obsolescence » et ajoute « À ce titre, Canon s'est taillé une solide mauvaise réputation en facturant pratiquement au prix d'un objectif neuf le moteur USM ou le système de stabilisation de certains zooms, considérant ces éléments comme des « consommables » ! ». Le rédacteur en chef, Guy-Michel Cogné, ajoute que le principe n'est pas selon lui absurde dès lors qu'il s'accompagne d'une « information loyale et complète » du client, en ajoutant : « Mais je n'accepte pas de mettre au clou un zoom à 2 000 € seulement 37 mois après l'achat parce que le fabricant a omis de dire qu'une panne de stabilisateur se facture 1 600 € ! ».

### Produits alimentaires
Diverses denrées alimentaires sont soumises à l'obsolescence programmée, tels les yaourts ou steaks hachés. Cette obsolescence est programmée par les dates de péremption apposées sur les produits. L'obsolescence est psychologique et planifiée. À partir de la limite de péremption, la plupart des consommateurs ont tendance à jeter les produits, alors que leurs dates de péremption pourraient être repoussées, de deux semaines pour les yaourts par exemple. Ce phénomène est planifié par les réseaux de la grande distribution pour pousser au gaspillage et à la consommation.
En France, pour éviter que les consommateurs ne jettent des produits comestibles, l'affichage de la date de durabilité minimale (DDM) sur les produits peu périssables (comme les yaourts ou produits secs) a remplacé celui de la date limite d'utilisation optimale (DLUO), précédée de la mention « à consommer de préférence avant », depuis 2015. En effet, les consommateurs la confondaient avec la date limite de consommation (DLC) des produits périssables (telle la viande) et tendaient à jeter des produits encore propres à la consommation,.

## Études scientifiques
Alain Geldron, membre de l'Agence de l'environnement et de la maîtrise de l'énergie précise que : « Ces exemples (ampoules, bas nylon) sont toutefois anciens et l'obsolescence programmée ne semble pas être la règle aujourd'hui. De nombreux témoignages d'utilisateurs font peser de sérieux soupçons sur quelques produits, telles des imprimantes qui tombent systématiquement en panne après un certain nombre d'impressions, mais ces cas restent rares et aucune stratégie des industriels pour limiter la durée de vie des produits n'a pu être prouvée ».
Très peu de publications scientifiques dans des revues scientifiques à comité de lecture traitent de cas réels. L'une des plus référencées concerne les rééditions des manuels de cours, que l'on peut légitimement suspecter d'être planifiée afin de rendre obsolètes les éditions en vente sur le marché de l'occasion. Pourtant, même dans ce cas, l'auteur conclut que la fréquence des rééditions ne peut s'expliquer par l'obsolescence programmée seule, mais que la réédition de manuels concurrents ou la durée depuis la dernière réédition jouent également un rôle.

## Environnement
La consommation croissante de nouvelles technologies combinée à l’obsolescence programmée a pour conséquence une charge de déchets encore accrue. Le recyclage étant très coûteux, certains pays délocalisent leurs déchets vers des pays moins développés, en Afrique ou en Asie, ce sont en moyenne 40 000 tonnes de déchets électroniques qui arrivent illégalement chaque année. En 2017, l'Afrique a accueilli près de 67 millions de tonnes de déchets électroniques (rapport de l'ONU), ce qui entraîne des conséquences désastreuses sur l'environnement, notamment vis-à-vis des émissions de CO2 dues au transport.

## Recherche et pistes de solutions
Face à certains industriels tentés de raccourcir la durée d'usage de leurs produits pour en vendre davantage et augmenter ainsi, peut-être temporairement et aux frais de leur image, leurs bénéfices, et au prix d'un impact sur l'environnement (voir Les Limites à la croissance), certains États et organisations non gouvernementales (ONG) recherchent des contre-mesures.
En France, en 2016, alors qu'un rapport sur le sujet est attendu dans le cadre de la loi relative à la transition énergétique pour la croissance verte (LTECV), quatorze ONG demandent une garantie décennale obligatoire pour les appareils et produits électroniques (ce qui était une promesse de campagne de François Hollande). Elles lancent le 20 septembre une campagne et une pétition. Les signataires de l'appel (Alternatiba, CommentReparer.com, ConsoGlobe.com, France Nature Environnement, l'association Alliance Green IT, Halte à l'obsolescence programmée (HOP), Mutum, Réseau Action Climat, Zero Waste France…) proposent une mise en œuvre progressive : de 2 à 5 ans dès 2018, puis 5 à 10 ans en 2023 pour les petits équipements informatiques et de télécommunication, les jouets, les équipements de loisir, de sport et les textiles, et dès 2018 pour les gros et petits appareils ménagers ainsi que pour les éléments d'ameublement. Ceci favoriserait également les emplois de réparateurs, lesquels disparaissent (environ 3 000 emplois perdus de 2010 à 2012) selon cette campagne. Un groupe industriel a déjà lancé un label « Réparable dix ans ».
Le 18 septembre 2017, l'association HOP dépose la première plainte pour délit d'obsolescence programmée contre des fabricants d'imprimantes.
Ils déposent plus tard, en fin décembre 2017, une plainte contre Apple, les accusant de brider les fonctions et mises à jour de leurs anciens téléphones lorsqu'ils en sortent un nouveau afin de pousser les consommateurs à changer leur téléphone actuel pour en acheter un plus récent.

### Économie de fonctionnalité
L'une de ces solutions pourrait passer par l'économie de fonctionnalité, promue en France par Nicolas Hulot et la Fondation Nicolas-Hulot pour la nature et l'homme, qui consiste à remplacer l'achat et la possession d'un objet par la location du service correspondant,. Au lieu d'être propriétaire, on paierait pour le service rendu. Les entreprises gagneraient alors à fabriquer des biens durables et facilement réparables.
L'entreprise Xerox opère ainsi sur le marché des photocopieurs professionnels, tandis que Michelin « vend moins de pneus que par le passé tout en augmentant son chiffre d'affaires dans le secteur du transport routier », gérant lui-même les pneumatiques des sociétés de transport. On peut citer également les systèmes d'autopartage ou les systèmes de vélos en libre-service.

### Opposition et organisation des consommateurs
Des consommateurs individuels s'opposent activement à ce système, aboutissement de la société de consommation. Ainsi, des modes de consommation alternatifs visent à « consommer moins et/ou mieux », en privilégiant les achats locaux (en association pour le maintien d'une agriculture paysanne ou AMAP, par exemple), collaboratifs (en une société du partage), responsables écologiquement et solidaires. Constatant que les actes de consommation quotidiens infléchissent les modes de production, ces acheteurs deviennent consom'acteurs. Ils ont recours à des boycotts voire à des buycotts pour influer sur le paysage économique.
L'entraide répond à ces objectifs et passe en particulier par des forums et autres sites Internet, où les utilisateurs contribuent selon leur savoir-faire, du novice au spécialiste. Le consommateur avisé peut alors mieux choisir ses produits ou les réparer, notamment ses appareils électroniques. Le site internet américain iFixit propose par exemple de nombreuses vidéos qui expliquent comment réparer un grille-pain, un ordinateur ou encore un lave-linge. Enfin, chacun peu partager ses équipements et ceux de voisins, par le biais d'associations locales.
Le marché de l'occasion est aussi privilégié par certains consommateurs, récupérer des produits de seconde main, tel que des vêtements, des téléphones, des voitures, et autres, permet d'économiser de l'argent et des ressources, les produits n'étant pas reproduits pour être consommés.

### Biens durables
L'Increvable est un lave-linge conçu par le designer français Julien Phedyaeff pour durer cinquante ans. L'appareil, en kit à monter et réparer soi-même, a été proposé par son auteur dans le cadre d'un projet de fin d'étude en 2015. Aucun projet de mise en production n'était envisagé à cette date.
Le fabricant d'électroménager Miele garantit une durée de vie de vingt ans pour ses lave-linge, soit 10 000 heures d'utilisation.

### Législation

#### Union européenne
En 2013, le Comité économique et social européen vote dans sa séance plénière du 17 octobre un avis piloté par Thierry Libaert portant condamnation des pratiques d'obsolescence programmée. Ce premier texte issu d'un organe des Institutions Européennes ouvre la voie à une régulation européenne. En 2014, le Comité économique et social européen se penche aussi sur la prolongation de la durée de vie des objets et des logiciels (cf. mise à jour logicielle obligatoire[Quoi ?] ou malus de l'éco-participation[réf. souhaitée]).
Fin mai 2017, la Commission du marché intérieur et de la protection des consommateurs du Parlement européen examine un rapport contre l'obsolescence des produits (« rapport « sur une durée de vie plus longue des produits : avantages pour les consommateurs et les entreprises »), présenté par le député européen Pascal Durand, dont le projet a été adopté à l'unanimité du groupe chargé de sa rédaction, dont par le collège des industriels). Ce rapport propose notamment de mieux informer les acheteurs (par un label européen et par la mention de la durée d'usage « escomptée »). Il promeut un « modèle économique tourné vers l'usage », poussé par une TVA « attractive » et par des fonds encourageant la location, l'échange ou l'emprunt. Il promeut une garantie minimale obligatoire de deux ans. En fin de première vie, les appareils réutilisables pourraient avoir un statut de produits et non de déchets. L'écoconception devait intégrer outre des critères de résistance (avec modulation de l'éco-participation dans le cadre d'une REP), des guides d'entretien et de réparation, et bannir les pièces essentielles inamovibles.

#### France
Le 18 mars 2013, le groupe Europe Écologie Les Verts du Sénat dépose une proposition de loi visant à lutter contre l'obsolescence et augmenter la durée de vie des produits. Le texte tend à donner une définition précise du concept, à étendre la durée légale de conformité des produits, à faciliter l'accès aux pièces détachées nécessaires à la réparation d'un produit et à rendre les stratégies d'obsolescence programmée punissables de deux ans d'emprisonnement et de 37 500 € d'amendes.
L'article 8 de la loi no 2014-344 du 17 mars 2014 relative à la consommation prévoit que le gouvernement remette au Parlement un rapport sur l'obsolescence programmée, sa définition juridique et ses enjeux économiques dans un délai d'un an à compter de la promulgation de la loi.
En septembre 2014, dans le cadre des discussions parlementaires sur la Loi relative à la transition énergétique pour la croissance verte, un amendement du parti écologiste prévoit d'ajouter dans le code de la consommation un article qualifiant l'obsolescence programmée de « tromperie ». Il permettrait de la condamner, et menace le contrevenant d'une peine de prison de deux ans et d'une amende de 300 000 euros. L'argumentaire associé à cette initiative associe ces pratiques à la fois à leur caractère nuisible pour l'environnement et à leur rôle sur le pouvoir d'achat des ménages.
Néanmoins, en l'absence de contrôles préalables par les autorités publiques, c'est aux consommateurs qu'il reviendra d'apporter la preuve de la mise en œuvre par l'industriel d'une politique d'obsolescence programmée. Certaines associations telles que Halte à l'obsolescence programmée regroupent des consommateurs pour qu'ensemble ils permettent de contrôler et d’apporter la preuve de la mise en œuvre d'obsolescence programmer. Face à des sociétés, souvent basées à l'étranger et pouvant invoquer le secret des affaires ou la protection de leurs brevets, l'exercice pourrait s'avérer compliqué. Pour d'autres commentateurs, la loi sur la transition énergétique ne devrait avoir pour seuls effets que d'imposer l'affichage d'une durée de vie sur l'emballage du produit et de rallonger la disponibilité des pièces détachées.

Le 22 juillet 2015, l'article 99 de la loi sur la transition énergétique est adopté, et intègre une décision sur l'obsolescence programmée qui devient officiellement un délit, entraînant jusqu'à deux ans de prison et 300 000 euros d'amende pour un individu, et 5 % de son chiffre d'affaires annuel pour une entreprise contrevenante. Le législateur indique en outre que : 

« L'obsolescence programmée se définit par l'ensemble des techniques par lesquelles un metteur sur le marché vise à réduire délibérément la durée de vie d'un produit pour en augmenter le taux de remplacement. »

Cette loi a permis la création de l'article L. 213-4-1 du Code de la consommation qui définit l'obsolescence programmée et prévoit une peine d'amende et d'emprisonnement en cas d'infraction.
Cet article initial a été scindé en deux en 2016, sans être dénaturé : l'article L. 441-2 au sein du même code définit l'obsolescence programmée comme une tromperie, tandis que l'article L. 454-6 confirme que ce délit est passible d'une peine de prison de deux ans et d'une amende de 300 000 € pour un individu, et 5 % du chiffre d'affaires moyen des trois dernières années pour une entreprise contrevenante.
Toutefois, France Nature Environnement déplore que la charge de la preuve reste au consommateur, et craint qu'il ne soit difficile de plaider sa cause dans une affaire d'obsolescence programmée ; l'avocat Arnaud Gossement explique en effet que le consommateur plaignant devra à la fois prouver que la durée de vie est raccourcie, qu'il y a eu une « technique » mise en œuvre pour arriver à ce raccourcissement, et que ceci a été fait dans une intention délibérée ; il devra de plus établir que l'usage qu'il a fait de l'objet et la gamme de produits employés ne sont pas de nature à en avoir raccourci la durée de vie.

## Autres usages du concept
La notion d'obsolescence programmée est parfois appliquée métaphoriquement à d'autres sphères que les objets, par exemple chez la sociologue Sophie Le Garrec qui parle de « obsolescence programmée des employés » qui semble à l’œuvre dans le cadre du « nouveau management »